# Running with the Devil
Pour plus de détails, voir Fiche technique et Distribution.
Running with the Devil (La Traque du Diable) est un film de Jason Cabell sorti en 2019.
Le film, construit comme un thriller, constitue quasiment un documentaire sur la chaîne logistique qui permet l’acheminement de la drogue (cocaïne) de la production en Colombie à la consommation au Canada.

## Synopsis
Au départ, il s'agit d'un paysan qui vit dans le Parc National de Chingaza, puis d'une expédition jusque Bogota, le Mexique, les États-Unis et finalement le Canada par le biais de moyens de transports variés :

- Après la récolte des feuilles de coca et sa première transformation sur place, le paysan emmène son produit à Bogota à pied et à motocyclette. Un petit café sert de point de contact. Valeur du produit 1400 $ le kilo.
- Un pick-up ordinaire assure le trajet de Bogota à Carthagène des Indes, sur la côte septentrionale de la Colombie. Dans un hangar portuaire la drogue est reconditionnée (4000 $ le kilo).
- Un navire, plus exactement un caboteur, quitte la Colombie et traverse la mer des Caraïbes et le golfe du Mexique jusqu’au port de Veracruz. Valeur de la drogue 8000 $ le kilo.
- Un combi Volkswagen conduit par un pseudo touriste emmène la marchandise jusqu’à Monterrey.
- Puis c'est le tour d'un jeune gars en autocar de Monterrey à Tecate près de la frontière avec les États-Unis.
- Sur le tarmac de l’aérodrome de Tecate la drogue vaut 14000 $ le kilo. Un petit monomoteur de tourisme va parachuter une nouvelle « mule » et sa cargaison dans le désert du Parc National de Death Valley, après avoir survolé à très basse altitude  les eaux internationales du Pacifique le plus longtemps possible pour échapper aux radars. Prix de la drogue 21000 $ le kilo.
- Une voiture convoie le sac de drogue de Death Valley jusqu’à Seattle en empruntant les autoroutes.
- À partir de Seattle, le trajet se poursuit sur de petites routes et en déjouant une interception de la police des stupéfiants. De nouvelles complicités apparaissent, notamment un dépanneur apportant un nouveau véhicule pour tromper les « traqueurs de géolocalisation » de la police.
- Après une étape, c’est d’abord un périple en montagne en Land Rover, puis à motoneige, se terminant à pied pour passer la frontière canadienne où la drogue est livrée au Boss (prix au kilo 34000 $).

Mais les embûches ont été nombreuses et diverses tout au long du parcours et ont toujours été réglées de manière sanglante. Au début, le paysan doit abattre deux voleurs en Colombie, puis deux individus dans un camion tuent deux policiers d’un barrage de police (et se font tuer à leur tour) puis un convoyeur qui prélève une fraction de la marchandise pour lui-même le paie de sa vie. Ensuite, un barrage de l’armée dans le Sonora, au Mexique, est contrecarré à cause de la corruption du chauffeur de bus et d’un soldat. Mais le soldat corrompu est démasqué et torturé, tout comme une « balance » coincée par la brigade des stupéfiants qui sera démasqué, ainsi qu'un associé qui avait cru pouvoir vendre de la drogue frelatée pour son propre compte. Par ailleurs, s’ajoutent à ce funeste bilan les décès par overdose de consommateurs issus du monde de la nuit.
En parallèle au transport se greffe la traque obstinée d’une policière des services de l’anti-drogue des États-Unis. Néanmoins, celle-ci réalisera finalement que tous ses efforts pour stopper le trafic tout au long du trajet ont été vains. Elle n’a pas réussi à impliquer le vrai patron (The Boss), l’homme d’affaires qui lui fera une leçon de realpolitik : « Vous vous attaquez à du lourd. Il y a des gens comme moi et des gouvernements partout en Amérique du Nord qui donnent un paquet de fric en Amérique Centrale et en Amérique du Sud et ce n’est pas en grains de café qu’ils nous remboursent. » Elle décide alors d'aller trouver le superviseur américain de la logistique, qui a repris sa vie tranquille de père de famille et son activité officielle de cuisinier, et l’abat de sang-froid dans la cuisine de son restaurant.

## Fiche technique
- Réalisateur : Jason Cabell
- Scénariste : Jason Cabell
- Musique : Reinhold Heil
- Photographie : Cory Geryak
- Montage : Jordan Goldman
- Producteurs : Michael Mendelsohn et Jim Steele
- Producteurs délégués : Mike Nilon, Etchie Stroh et Natalie Perrotta
- Société de production : Patriot Pictures LLC
- Société de distribution : Quiver Distribution
- Pays :  Colombie et  États-Unis
- Genre : thriller
- Dates de sortie :
  -  États-Unis : 20 septembre 2019
  -  France : 20 mai 2020 en vidéo

## Distribution
- Nicolas Cage (VF : Éric Bonicatto) : The Cook
- Laurence Fishburne (VF : Olivier Peissel) : The Man
- Leslie Bibb (VF : Fanny Gatibelza) : Agent in Charge
- Barry Pepper : The Boss
- Adam Goldberg (VF : Olivier Valiente) : The Snitch
- Clifton Collins Jr. : The Farmer
- Cole Hauser : The Executioner
- Peter Facinelli : Number One
- Natalia Reyes: The Woman

Version française : Carton de doublage. Direction Artistique : Fanny Gatibelza. Studio : Audioprojects.